# Winning Time: The Rise of the Lakers Dynasty
Winning Time: The Rise of the Lakers Dynasty är en amerikansk biografisk sport- och dramaserie från 2022 vars första säsong hade premiär den 6 mars 2022. Första säsongen bestod av tio avsnitt. Serien är skapad av Max Borenstein och Jim Hecht som även svarat för manus. För regin har bland andra Salli Richardson-Whitfield och Tanya Hamilton svarat. Seriens andra säsong har premiär den 6 augusti 2023 på HBO Max. Serien kretsar kring basketlaget Los Angeles Lakers framgångar under 1980-talet där laget hade stjärnor som Magic Johnson och Kareem Abdul-Jabbar.

## Handling
Serien är en dramatisering av historien kring basketlaget Los Angeles Lakers under deras storhetstid på 1980-talet. Den andra säsongen fortsätter att följa laget under den första delen av 1980-talet.

## Roller i urval
- John C. Reilly - Jerry Buss
- Quincy Isaiah - Magic Johnson
- Jason Clarke - Jerry West
- Adrien Brody - Pat Riley
- Gaby Hoffmann - Claire Rothman
- Tracy Letts - Jack McKinney
- Jason Segel - Paul Westhead
- Julianne Nicholson - Cranny McKinney
- Hadley Robinson - Jeanie Buss
- DeVaughn Nixon - Norm Nixon
- Solomon Hughes - Kareem Abdul-Jabbar
- Tamera Tomakili - Earletha "Cookie" Kelly
- Brett Cullen - Bill Sharman
- Stephen Adly Guirgis - Frank Mariani
- Spencer Garrett - Chick Hearn
- Sarah Ramos - Cheryl Pistono
- Molly Gordon - Linda Zafrani
- Joey Brooks - Lon Rosen
- Sally Field - Jessie Buss